# Кметове на Несебър
За първи път Община Несебър се обособява и започва да функционира като такава през 1959 година. Официалните документи за това са Указ на Президиума на народното събрание на НРБ № 29 от 23 януари 1959 година и насрочените от него избори за окръжни и общински съвети. В състава на новата Община Несебър се включват селищата: Несебър, Равда, Влас, Тънково, Кошарица, Оризаре, Гюльовца, Морско и Плазовец.

## Списък накметовена Несебър от 1966 г. до днес
| #   | Име (биографични данни) | Мандат от/до                                   | Забележки |
| --- | ----------------------- | ---------------------------------------------- | --- |
| 01. | Пеньо Попов             | от 4 март 1966 до 5 юни 1976                   | Председател на Изрълнителния комитет /ИК/ на Общинския народен съвет – Несебър |
| 02. | Григор Харизанов        | от 5 юни 1976 до 25 февруари 1977              | Председател на Изрълнителния комитет /ИК/ на Общинския народен съвет – Несебър |
| 03. | Генчо Алагенов          | от 25 февруари 1977 до 15 юни 1981             | Председател на Изрълнителния комитет /ИК/ на Общинския народен съвет – Несебър |
| 04. | Васил Киров             | от 15 юни 1981 до 3 октомври 1990              | Председател на Изрълнителния комитет /ИК/ на Общинския народен съвет – Несебър Мандата се запомня с това, че през 1983 г., на VII сесия на Комитета за Световно Наследство в гр. Флоренция., Старият град Несебър е включен в Списъка на паметниците на Световното културно наследство и става първия и единствен български град под егидата на ЮНЕСКО. |
| 05. | Д-р Иван Ташев          | Несебър от 3 октомври 1990 до 29 октомври 1991 | Председател на Временната общинска управа – Несебър |
| 06. | Страхил Ламбов          | от 29 октомври 1991 до 18 септември 1993       | Кмет на Община Несебър |
| 07. | Инж. Андрей Сариев      | от 30 ноември 1993 до 12 ноември 1995          | Кмет на Община Несебър |
| 08. | Живко Георгиев          | от 12 ноември 1995 до 23 юли 1997              | Кмет на Община Несебър |
| 09. | Стоян Голев             | от 23 юли 1997 до 30 януари 1998               | Кмет на Община Несебър |
| 10. | Янаки Иванов            | от 30 януари 1998 до 10 септември 1999         | Кмет на Община Несебър |
| 11. | Николай Трифонов        | от 2 ноември 1999 до 17 март 2007              | Кмет на Община Несебър |
| 12. | Магдалена Мандулева     | от 17 март до 4 ноември 2007                   | Кмет на Община Несебър |
| 13. | Николай Димитров        | от 4 ноември 2007 наши дни                     | Кмет на Община Несебър |